# Ivan Frésard
Ivan Frésard ou Yvan Frésard, né le 24 novembre 1966 à Neuchâtel, est un acteur, réalisateur, présentateur et producteur de radio et journaliste de télévision suisse. Il a notamment créé et présenté l'émission vedette de la RTS La Soupe est pleine.

## Biographie

### Origines et famille
Ivan Frésard ou Yvan Frésard naît le 24 novembre 1966 à Neuchâtel. Il a une sœur.
Son père, originaire de Saignelégier dans le canton du Jura, est un économiste qui enseigne à l'Université de Neuchâtel. Ses parents divorcent alors qu'il est encore enfant.

### Études et parcours professionnel
À la fin d'une scolarité qui ne l'intéresse que peu, il commence un apprentissage de dessinateur architecte qu'il abandonne au bout d'un an sur les conseils de son patron, qui lui prédit une carrière dans la radio. Il l'inscrit alors malgré lui à un concours de disc-jockey organisé dans un bar fréquenté par de jeunes passionnés de musique. Ce sont eux qui vont lui apprendre les rudiments du métier.

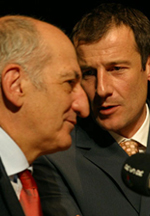
Ivan Frésard et l'ancien président suisse Pascal Couchepin.

Après avoir fait ses premières armes en 1982 sur Radio Plus, à Thonon, il entre en 1983 dans une petite radio libre française nommée Radio Cosmic Massongex et émettant depuis Évian,. Il travaille par la suite notamment pour KTFM et Radio Sonic.
En 1987, il rejoint la Télévision suisse romande (TSR), où il présente notamment Le Fond de la corbeille, les Jeux sans frontières en 1992 et 1993[réf. souhaitée], et le jeu Double 6 de 1992 jusqu'à sa démission en 1996 « pour cause de divergence d'idées sur le traitement des divertissements »,.
Il travaille en parallèle, à partir de 1990, pour la Radio suisse romande, où il présente notamment La soupe est pleine sur La Première en janvier 2000 et la quitte en janvier 2004,,. Il est également le producteur et l'un des animateurs de l'émission Les Patriotes sur Rouge FM de 2005 à 2009, responsable de plusieurs canulars et sélectionnée pour le prix de la meilleure émission showbiz aux European Radio Awards.
De 2016 à 2017[réf. souhaitée], après avoir quitté la TSR pour cause de dissensions internes, il est animateur et producteur de la radio Rouge FM. Il y revient en qualité de directeur artistique, puis en 2022 comme producteur-animateur de l'émission "Les Grands Méchants Rouge".[réf. souhaitée]
En tant que journaliste, il réalise des reportages notamment au Pérou, au Cameroun, en Guyane et en Égypte[réf. souhaitée]. ll est également réalisateur, photographe et acteur, dans des films, séries, spots publicitaires et au théâtre.
Il crée en 2014 sa propre maison de production, Ivan Frésard Productions (IF Productions) à Paris,.

### Prises de position
Il est souvent provocateur et polémiste dans ses émissions de radio comme dans la presse suisse (notamment le quotidien Le Temps et l'hebdomadaire satirique Saturne dans lesquels il écrit des articles irrévérencieux).[réf. souhaitée]
Il crée en 1999 site Internet intitulé Contre l'oubli, qui vise à lutter contre le racisme et le négationnisme.
En 2015, il se confie dans Mémoire d'outre-ondes, dans lequel « il règle ses comptes avec son ex-employeur [la TSR], mais aussi avec ceux [...] de La soupe est pleine. ».

### Vie privée
Marié et divorcé à deux reprises,, il est père de trois enfants, de trois mères différentes. Il est, en 2012, en couple avec l'actrice française Julie Arnold.
Il vit enfant à Pully. Adulte, il habite longtemps à Le Vaud, puis pendant sept ans à Grandvaux, avant de déménager à Lausanne en 2011. Il vit à Paris depuis 2012 environ.

## Distinction
- 1998 : Prix Goretta pour un entretien avec Gérard Avran, « le plus jeune déporté de France à avoir échappé [...] à Auschwitz »[4],[31]

## Publication
- Ivan Frésard et Julien Lambert, Mémoires d'outre-ondes, Morges, Éditions d'Acôté, 2015, 155 p. (ISBN 978-2970104513)[27]

## Émission de radio
- 2000-2003 : La soupe est pleine, sur La Première
- 2005 à 2009 : Les Patriotes, sur Rouge FM

## Émission télévisée
- 2007 : Le Labo (TSR 2)[32],[33]

## Filmographie
- 2022 : Tant De Vagues Et De Fumées (réalisateur, autoproduction)[23]